# Beowulf-Gletscher
Der Beowulf-Gletscher ist ein kleiner Gletscher im ostantarktischen Viktorialand. In der Asgard Range fließt er in nördlicher Richtung zwischen dem Mime-Gletscher und dem Kopfende des Rhone-Gletschers.
Das New Zealand Antarctic Place-Names Committee benannte ihn in Anlehnung an die Benennung des Mount Beowulf, der am Kopfende dieses Gletschers aufragt. Dessen Namensgeber ist der Protagonist des epischen Heldengedichts Beowulf.